# Anton Mamajew
Anton Wjaczesławowicz Mamajew (ros. Антон Вячесла́вович Мама́ев; ur. 24 maja 1997 w Jekaterynburgu) – rosyjski snowboardzista, specjalizujący się w konkurencjach freestyle.

## Kariera
Po raz pierwszy na arenie międzynarodowej pojawił się w 2013 roku, startując na mistrzostwach świata juniorów w Erzurum, zajmując 41. miejsce w slopestyle'u. W tej samej konkurencji był też czternasty na mistrzostwach świata juniorów w Valmalenco rok później. W zawodach Pucharu Świata zadebiutował 14 marca 2015 roku w Szpindlerowym Młynie, zajmując 26. miejsce w slopestyle'u. Tym samym już w swoim debiucie wywalczył pierwsze pucharowe punkty. Na podium zawodów tego cyklu po raz pierwszy stanął 11 lutego 2017 roku w Quebecu, kończąc rywalizację w Big Air na trzeciej pozycji. W zawodach tych wyprzedzili go jedynie dwaj Kanadyjczycy: Mark McMorris i Maxence Parrot. Najlepsze wyniki osiągnął w sezonie 2016/2017, kiedy to zajął 29. miejsce w klasyfikacji generalnej AFU, a w klasyfikacji big air był szósty. W 2015 roku wystąpił na mistrzostwach świata w Kreischbergu, zajmując dziesiąte miejsce w big air.

## Osiągnięcia

### Mistrzostwa świata
| Miejsce | Dzień       | Rok  | Miejscowość   | Konkurencja | Zwycięzca      |
| ------- | ----------- | ---- | ------------- | ----------- | -------------- |
| 47.     | 21 stycznia | 2015 | Kreischberg   | Slopestyle  | Ryan Stassel   |
| 10.     | 24 stycznia | 2015 | Kreischberg   | Big Air     | Roope Tonteri  |
| 13.     | 17 marca    | 2017 | Sierra Nevada | Big air     | Ståle Sandbech |

### Puchar Świata

#### Miejsca w klasyfikacji generalnej
- - AFU[3]
- sezon 2014/2015: 101.
- sezon 2015/2016: 99.
- sezon 2016/2017: 29.

#### Miejsca na podium
1. Quebec – 11 lutego 2017 (Big Air) - 3. miejsce